# Always (chanson de Sum 41)
Pour les articles homonymes, voir Always.
Singles de Sum 41
With Me
(2008) Screaming Bloody Murder
(2011)
Always est un single du groupe de rock canadien Sum 41. Le single est extrait de l'album 8 Years of Blood, Sake, and Tears: The Best of Sum 41. Il est sorti le 9 décembre 2008 au Japon. Il fut en écoute dès le 11 novembre sur le site Universal Japon.

## Informations
Always n'est pas une chanson typique de Sum 41. Elle commute des tempos dans les deux sens pendant la chanson entière, d'une introduction lente acoustique à un vers et à un chœur up-tempo, vers le haut de jusqu'à ce qu'une coupure tranquille de piano, encore dans un chœur up-tempo, et de nouveau à un acoustique totalement dépouillé ralentissent la coupure du tempo entier de la chanson. La chanson comporte une utilisation en avant de piano et de guitare acoustique, et a un fond beaucoup plus lourd qui fut présent sur le dernier album de Sum 41 : Underclass Hero.
Comme le dernier album de la bande, Underclass Hero, la chanson a été totalement produite, mélangée et machinée par le chanteur principal Deryck Whibley lui-même.